# Municipio de Augusta (Míchigan)
El municipio de Augusta (en inglés: Augusta Township) es un municipio ubicado en el condado de Washtenaw en el estado estadounidense de Míchigan. En el año 2010 tenía una población de 6745 habitantes y una densidad poblacional de 70,81 personas por km².

## Geografía
El municipio de Augusta se encuentra ubicado en las coordenadas 42°7′52″N 83°35′33″O / 42.13111, -83.59250. Según la Oficina del Censo de los Estados Unidos, el municipio tiene una superficie total de 95.26 km², de la cual 95.05 km² corresponden a tierra firme y (0.22%) 0.21 km² es agua.

## Demografía
Según el censo de 2010, había 6745 personas residiendo en el municipio de Augusta. La densidad de población era de 70,81 hab./km². De los 6745 habitantes, el municipio de Augusta estaba compuesto por el 87.61% blancos, el 7.84% eran afroamericanos, el 0.43% eran amerindios, el 0.59% eran asiáticos, el 0.03% eran isleños del Pacífico, el 0.96% eran de otras razas y el 2.54% pertenecían a dos o más razas. Del total de la población el 2.09% eran hispanos o latinos de cualquier raza.